# Eurymedon (Stratege)
Eurymedon, Thukles’ Sohn, (altgriechisch Εὐρυμέδων Eurymédōn; * um 470 v. Chr.; † 413 v. Chr.) war ein Politiker und Feldherr im klassischen Athen zur Zeit des Peloponnesischen Krieges (431–404 v. Chr.). Er war ein Teilnehmer der Sizilischen Expedition und fiel in der vorletzten Seeschlacht im Hafen von Syrakus.
Der Geschichtsschreiber Thukydides erwähnt Eurymedon erstmals als Kommandant einer attischen Flotte, die im Jahr 427 v. Chr. in den Bürgerkrieg auf der Insel Kerkyra verwickelt wurde. Dort brachte Eurymedon die Demokraten an die Macht und duldete trotz gegenteiliger Zusagen deren Pogrom gegen die oligarchische Minderheit.
Im Jahr 425 v. Chr. führte Eurymedon zusammen mit seinem Kollegen Sophokles eine Expedition nach Sizilien, die jedoch durch den mitfahrenden Demosthenes nach Messenien abgelenkt wurde. Nach Befestigung des Felsens von Pylos durch Demosthenes besiegte die Flotte unter dem Kommando von Eurymedon und Sophokles in einer Seeschlacht im Hafen von Pylos eine etwa gleich starke spartanische Flotte.
Anschließend blockierte die attische Flotte eine abgeschnittene spartanische Garnison auf der Insel Sphakteria. Nach Ablauf eines Waffenstillstands weigerten sich die Athener, die die Auslieferung der spartanischen Schiffe zur Bedingung gemacht hatten, diese wie vereinbart zurückzugeben.
Nach Gefangennahme der Spartaner durch Kleon und Demosthenes setzte die Flotte schließlich ihren Weg fort und erreichte Kerkyra, wo es unter einem erneuten Wortbruch zu einem zweiten Blutbad unter den Oligarchen kam, für das die beiden Feldherren Eurymedon und Sophokles nach dem Urteil des Thukydides zumindest mitverantwortlich waren.
In Sizilien angekommen, konnte die Flotte der Athener keines der gesteckten Ziele erreichen, weil die sizilischen Städte unter dem Eindruck der drohenden Invasion miteinander Frieden schlossen. Die attischen Feldherren, die sich dem allgemeinen Friedensabkommen nicht widersetzt hatten, wurden nach ihrer Rückkehr in Athen wegen Bestechung angeklagt. Während seine beiden Kollegen Pythodoros und Sophokles verbannt wurden, kam Eurymedon mit einer Geldstrafe davon. Er fiel danach jedoch in Ungnade und wurde zehn Jahre lang mit keinem Kommando betraut.
Die Athener erinnerten sich erst wieder seiner militärischen Kompetenz, als ihre zweite Sizilische Expedition unter dem Kommando des Nikias im Jahr 414 v. Chr. in Bedrängnis geriet. So wurde im Winter 414/413 v. Chr. eine Hilfsexpedition unter dem Kommando der erfahrenen Feldherren Demosthenes und Eurymedon ausgerüstet. Eurymedon brachte noch im Winter den dringend benötigten Sold nach Sizilien und kehrte dann nach Kerkyra zurück, wo er sich mit dem Hauptkontingent unter Demosthenes vereinigte und weitere Schiffsbesatzungen und Truppen aushob.
Nach der Ankunft vor Syrakus im Sommer 413 war Eurymedon neben Demosthenes und Menandros einer der Befehlshaber beim nächtlichen Sturm auf die Höhe Epipolai. Nach ihrer Niederlage stützte er die Forderung des Demosthenes nach sofortigem Abzug. Sie konnten sich aber nicht gegen Nikias durchsetzen, der eine Anklage durch die Volksversammlung in Athen fürchtete.
Bei der folgenden Seeschlacht im Hafen von Syrakus kommandierte Eurymedon den rechten Flügel der Athener. Als er seine Linie zwecks Umfassung zu sehr ausdehnte, wurde er durch die Schiffe des syrakusanischen Admirals Agatharchos abgeschnitten, aufs Land geworfen und getötet.
Der Historiker Thukydides, der während des Peloponnesischen Krieges selber ein militärisches Kommando innegehabt hatte, schildert in seiner Darstellung drei Episoden, in denen die Athener unter Beteiligung des Eurymedon wortbrüchig wurden. Ob diese Häufung auf einem Zufall beruht oder eine präzise Anklage darstellt, ist nicht mehr genau festzustellen. Zumindest im dritten Beispiel nennt der Historiker jedoch die wortbrüchigen Kommandanten ausdrücklich als Mitverantwortliche für die blutige Eskalation des Bürgerkriegs in Kerkyra.